# USS Tambor (SS-198)
| «Тамбор» | «Тамбор»                                                                             | «Тамбор»                                                                             |
| --- | ------------------------------------------------------------------------------------ | ------------------------------------------------------------------------------------ |
| USS Tambor (SS-198) |                                                                                      |                                                                                      |
| |                                                                                      |                                                                                      |
| Американський ПЧ «Тамбор» у Даймонд-Гед. 1943 |                                                                                      |                                                                                      |
| Верф | General Dynamics Electric Boat, Гротон, Коннектикут                                  | General Dynamics Electric Boat, Гротон, Коннектикут                                  |
| Під прапором | США                                                                                  | США                                                                                  |
| Належність | ВМС США                                                                              | ВМС США                                                                              |
| Порт приписки | Перл-Гарбор                                                                          | Перл-Гарбор                                                                          |
| На честь | морського окуня (тамбора)                                                            | морського окуня (тамбора)                                                            |
| Замовлення | 2 серпня 1938                                                                        | 2 серпня 1938                                                                        |
| Закладений | 16 січня 1939                                                                        | 16 січня 1939                                                                        |
| Спуск на воду | 20 грудня 1939                                                                       | 20 грудня 1939                                                                       |
| Введений до складу флоту | 3 червня 1940                                                                        | 3 червня 1940                                                                        |
| Виведений зі складу флоту | 1 грудня 1959                                                                        | 1 грудня 1959                                                                        |
| На службі | 1940—1959                                                                            | 1940—1959                                                                            |
| Сучасний статус | 5 грудня 1959 року списаний на брухт                                                 | 5 грудня 1959 року списаний на брухт                                                 |
| Бойовий досвід | Друга світова війна Тихоокеанський ТВД                                               | Друга світова війна Тихоокеанський ТВД                                               |
| Нагороди | 11 бойових зірок                                                                     | 11 бойових зірок                                                                     |
| Проєкт |                                                                                      |                                                                                      |
| Тип ПЧ | дизель-електричний торпедний ДПЧ                                                     | дизель-електричний торпедний ДПЧ                                                     |
| Розробник проєкту | Electric Boat                                                                        | Electric Boat                                                                        |
| Основні характеристики |                                                                                      |                                                                                      |
| Швидкість (надводна) | 20,4 вузла (38,1 км/год)                                                             | 20,4 вузла (38,1 км/год)                                                             |
| Швидкість (підводна) | 8,75 вузла (16 км/год)                                                               | 8,75 вузла (16 км/год)                                                               |
| Робоча глибина занурення | 76 м                                                                                 | 76 м                                                                                 |
| Гранична глибина занурення | 150 м                                                                                | 150 м                                                                                |
| Дальність плавання | 11 000 миль (20 000 км) на швидкості 10 вузлів (18,6 км/год) (надводна)              | 11 000 миль (20 000 км) на швидкості 10 вузлів (18,6 км/год) (надводна)              |
| Автономність плавання | 48 годин на швидкості 2 вузла (3,7 км/год) (підводна) 75 днів                        | 48 годин на швидкості 2 вузла (3,7 км/год) (підводна) 75 днів                        |
| Екіпаж | 60 офіцерів та матросів                                                              | 60 офіцерів та матросів                                                              |
| Розміри |                                                                                      |                                                                                      |
| Довжина найбільша (по КВЛ) | 93,62 м                                                                              | 93,62 м                                                                              |
| Ширина корпусу найб. | 8,31 м                                                                               | 8,31 м                                                                               |
| Середня осадка (по КВЛ) | 4,458 м                                                                              | 4,458 м                                                                              |
| Водотоннажність надводна | 1499 т                                                                               | 1499 т                                                                               |
| Водотоннажність підводна | 2408 т                                                                               | 2408 т                                                                               |
| Силова установка |                                                                                      |                                                                                      |
| дизель-електрична; 4 × головні дизельні двигуни Electro-Motive Diesel Model 16-248 2 × 126-секційні хімічні батареї типу «Сарго» 4 × високошвидкісні електродвигуни General Electric з редукторами |                                                                                      |                                                                                      |
| Гвинти | 2                                                                                    | 2                                                                                    |
| Потужність | 2740—5400 к.с.                                                                       | 2740—5400 к.с.                                                                       |
| Озброєння |                                                                                      |                                                                                      |
| Артилерія | 1 × 76-мм корабельна гармата 3"/50                                                   | 1 × 76-мм корабельна гармата 3"/50                                                   |
| Торпедно- мінне озброєння | 10 × 533-мм торпедних апаратів 24 торпеди                                            | 10 × 533-мм торпедних апаратів 24 торпеди                                            |
| ППО | 1 × 40-мм зенітна гармата Bofors L60 1 × 20-мм автоматична зенітна гармата «Ерлікон» | 1 × 40-мм зенітна гармата Bofors L60 1 × 20-мм автоматична зенітна гармата «Ерлікон» |

«Тамбор» (англ. USS Tambor (SS-198) — американський дизель-електричний океанський підводний човен, головний у своєму типі, що перебував у складі військово-морських сил США у роки Другої світової війни.
Підводний човен брав участь у бойових діях на Тихому океані за часи Другої світової війни. За цей час «Тамбор» здійснив 12 бойових походів, в ході яких затопив 18 суден і одне пошкодив.
Загалом за бойові заслуги, проявлену мужність та стійкість екіпажу у боях «Тамбор» удостоєний одинадцяти бойових зірок та нагороджений медаллю Азійської-тихоокеанської кампанії.

## Історія створення
«Тамбор» був закладений 16 січня 1939 року на верфі компанії General Dynamics Electric Boat у місті Гротон, штат Коннектикут. 20 грудня 1939 року він був спущений на воду, а 3 червня 1940 року увійшов до складу ВМС США.

## Історія служби
6 серпня 1940 року, після завершення повного циклу введення до строю «Тамбор» вийшов з Нью-Лондона, зайшовши до Нью-Йорка, Вашингтона, Моргед-Сіті і Х'юстона. Після подальших тренувань у районі Колона, Панама, підводний човен повернувся до Нью-Лондона, штат Коннектикут, перед тим, як провести приймальні випробування та пройти капітальний ремонт після перебудови на Портсмутській військово-морській верфі в Кіттері.
«Тамбор» перебував на патрулюванні поблизу острова Вейк, коли спалахнули воєнні дії з Японією після атаки їх флоту на Перл-Гарбор. Човен повернувся до бази в Перл-Гарборі з одним дизельним двигуном, що вийшов з ладу. Повернений на верф Маре-Айленд у Вальєхо, де пошкодження було відремонтовано, він повернувся до Перл-Гарбора в березні 1942 року.
15 березня 1942 року «Тамбор» розпочав свій перший бойовий похід, вирушивши на розвідку в район навколо острова Вейк, Трук, Нова Ірландія, Нова Британія та Рабаул. Загалом вона провів дев'ять атак: 16 квітня він атакував двома торпедами танкер «Кітамі-Мару», записавши на свій рахунок його потоплення; але це не було підтверджено післявоєнною експертизою японських записів. «Тамбор» повернувся в Перл-Гарбор 12 травня, де капітан розкритикував якість та надійність торпед.
21 травня 1942 року, після модернізації, «Тамбор» включили до групи 7.1. з шести підводних човнів, яка відпливла до атола Мідвей, щоб розпочати патрулювання довжиною 150 миль (240 км) в очікуванні розвідувального флоту вторгнення, який прямував туди. Під час цього походу «Тамбор» підійшов на ризиковану відстань до ворожих крейсерів, що виявили його і почали переслідування. Втім, унаслідок різких маневрів, два японські крейсери, «Могамі» та «Мікума», зіткнулися, зазнавши важких пошкоджень. Наступного дня, ґрунтуючись на доповіді «Тамбора» та після виявлення нафтової плями від розлитого мазуту, пікіруючі бомбардувальники знайшли два пошкоджені крейсери та їхні ескортні есмінці та змогли потопити «Мікуму» — найбільший японський корабель, який затонув до того моменту у війні. Це виявилося найкращим (і єдиним) внеском «Тамбор» у битву.
З 24 липня до 19 вересня човен перебував у третьому поході, патрулюючи поблизу Маршаллових островів. 7 серпня біля атолу Вотьє він потопив переобладнаний сітчастий тендер «Шофака» однією торпедою, яка зламала його навпіл. 21 серпня поблизу Понапе підводний човен випустив три торпеди по вантажному судну та його супроводу. Перша влучила у мідель, а дві інших — у корму. Shinsei Maru No. 6 швидко затонув. 1 вересня «Тамбор» випустив чотири торпеди по танкеру біля Трука і пошкодив його одним влученням. Йому зарахували потоплення двох суден по 12 тис. тонн; це було скорочено до 5800 тонн після війни.